# Te Deum (Charpentier)
Il  Te Deum H. 146  in re maggiore per soli, coro ed orchestra è una composizione di Marc-Antoine Charpentier realizzata a Parigi, quasi certamente fra il 1688 ed il 1689, anni in cui il compositore ricoprì il ruolo di maestro di musica presso il collegio dei gesuiti della chiesa di Saint Louis-le-Grand in Rue Antoine.
È una delle composizioni più conosciute di questo autore. Molto popolare in Europa è in particolare l'incipit del preludio, poiché impiegato regolarmente fin dagli anni '60 come fanfara di apertura e chiusura dei programmi radiotelevisivi trasmessi in Eurovisione.

## Storia
La composizione fu forse eseguita la prima volta per celebrare la vittoria francese riportata il 3 agosto 1692 nella battaglia di Steenkerque, contestuale alla Guerra della Grande Alleanza che vedeva di fatto il re Luigi XIV di Francia (re Sole) opposto al resto d'Europa.
Dei quattro Te Deum di Charpentier pervenuti ad oggi, sui sei probabilmente composti, il Te Deum H. 146 è l'unico a prevedere un organico strumentale comprendente trombe, timpani, flauti, oboi, archi e basso continuo.
Charpentier deve aver avuto a disposizione, almeno nella prima esecuzione, otto solisti, un coro ed un'orchestra con almeno tre trombe, oboi e flauti diritti (soprani e contralti). Per l'esecuzione i gesuiti fecero riferimento anche a musicisti che lavoravano per i teatri. Tra questi, vennero chiamati: il basso Jean Dun ed i castrati Tomaso Carli ed Antonio Favalli.
Il modello a cui Charpentier si era probabilmente ispirato era il Te Deum di Jean-Baptiste Lully (1677), come è possibile desumere dal solenne uso delle trombe nel brano d'apertura. Tutto il suo Te Deum vede alternarsi brani sontuosi eseguiti dal coro e dall'orchestra a momenti più raccolti in cui intervengono i solisti (da soli o in varie formazioni) e pochi altri strumenti.

## Struttura
Dopo il preludio trionfale - strutturato sulla base di una fanfara in forma di rondò - interviene il basso (Te Deum Laudamus) in una pagina dallo stile prevalentemente declamatorio, cui poi rispondono il coro e l'orchestra (Te aeternum Patrem omnis terra veneratur). Nel seguito, si ha un'intonazione prevalentemente marziale introdotta dal Pleni sunt coeli che trova il suo epilogo e massimo culmine nel Te laudat exercitum.
Dopo questo episodio, se ne alterna un altro dal tono più contenuto (Te per orbem terrarum Sancta confitetur Ecclesia) cui poi risponde il Tu devicto nell'esaltazione divina per la salvezza dei credenti.
Il movimento successivo è caratterizzato dall'alternanza continuativa tra un'atmosfera marziale (sostenuta dall'orchestra) ed una più declamatoria (eseguita dal basso), inneggiante alla futura venuta di Dio, che sfocia in un'atmosfera di intensa tenerezza e di supplica (Te ergo quaesumus) nella tonalità di mi minore. A ciò risponde il coro con un'invocazione dal tono più solenne (Aeterna fac), con assenza, però, delle trombe.
Nella penultima parte del Te Deum i solisti eseguono un brano dall'atmosfera raccolta e supplichevole invocante la pietà e la grazia di Dio (Dignare Domine).
La conclusione è affidata alla magniloquenza de In Te, Domine, speravi, non confundar in aeternum in cui coro, orchestra e solisti si alternano in una pagina dal tono solenne, affermazione conclusiva della maestà, grandezza e potenza divine.

## Esecuzioni notevoli
- 1963 - Orchestre de Chambre Jean-François Paillard & Chorale des Jeunesses Musicales de France nell'album Te Deum (Erato – LDE 3264)
- 1964 - Le Chorale des Jeunesses Musicales de France nell'album Marc Antoine Charpentier (1634-1704) (Musical Heritage Society – MHS 531)
- 1974 - Alan Stringer & Noel Rawsthorne nell'album Trumpet & organ at Liverpool Cathedral (CRD Records – CRD 1008)
- 1977 - Chœur Symphonique & Orchestre de la Fondation Gulbenkian de Lisbonne nell'album Te Deum (Erato – STU 71002)
- 1979 - Jean-Claude Malgoire nell'album M.A. Charpentier: Te Deum (CBS – CBS 76891)
- 1983 - Louis Devos nell'album Te Deum (Erato – 09.275100.53)
- 1989 - Les Arts Florissants nell'album Marc-Antoine Charpentier (Harmonia Mundi – HMC 901298)
- 1997 - Les Musiciens du Louvre nell'album Marc-Antoine Charpentier (Archiv Produktion – 453 479-2)
- 2000 - Coro e Orchestra dell'Accademia Nazionale di Santa Cecilia nell'album Te Deum (Deutsche Grammophon – 469 076-2)
- 2007 - Orchestra of Praga Festival nella compilation Baroque Festival (YOYO USA)
- 2008 - John Coulton e David Dunnett nell'album Sounds of splendour (Brass Classics – BC3009)
- 2017 - Capella Cracoviensis e Le Poème Harmonique nella compilation Les grandes eaux musicales de Versailles (Alpha Classics – Alpha 969)
- xxxx - Michel Corboz nell'album Charpentier (Erato – 2292-45926-2)